# Nick de Bondt
Nick de Bondt (Ede, 21 april 1994) is een Nederlandse voormalig profvoetballer die bij voorkeur speelde als aanvaller. Anno 2021 speelt hij op amateurniveau, bij DOVO.

## Clubcarrière

### Jeugd
Nick de Bondt begon met voetballen bij de amateurs van SV Otterlo uit Otterlo. In 2008 vertrok hij bij SV Otterlo om in de jeugdopleiding van Vitesse/AGOVV" te gaan spelen. Hij doorliep in Arnhem het Beekdal Lyceum.

### AFC Ajax
Op 8 juni 2011 maakte Ajax bekend dat het Nick de Bondt had gecontracteerd tot en met 30 juni 2014. De Bondt zou met ingang van het seizoen 2011/12 aansluiten bij de A1 van Ajax.
Na zijn eerste seizoen bij de A1 sloot De Bondt in het seizoen 2013/14 aan bij de selectie van Jong Ajax die uitkomt in de Jupiler League.
Door blessureleed werd het debuut van De Bondt in het betaald voetbal een tijd uitgesteld. In speelronde 11 maakte De Bondt op 6 oktober 2013 in de uitwedstrijd van Jong Ajax in de Jupiler League bij Excelsior zijn debuut in het betaald voetbal, Nick de Bondt verving in de 74e minuut Boban Lazić, de wedstrijd ging met 3-1 verloren.

### Go Ahead Eagles
Op 30 april 2014 maakte Go Ahead Eagles bekend dat De Bondt transfervrij zal worden overgenomen van Ajax. De Bondt tekent voor twee jaar, met een optie tot nog een jaar. Zijn officiële debuut maakte Nick de Bondt op 20 september 2014 in de Eredivisie uitwedstrijd tegen ADO Den Haag die in 1-1 eindigde. Nick de Bondt verving in de 79e minuut Sander Duits.

### Verhuur aan FC Dordrecht
Zijn inbreng bij Go Ahead Eagles bleef beperkt tot tien wedstrijden waarin hij niet tot scoren kwam voordat hij eind januari 2016 voor een half jaar werd verhuurd aan FC Dordrecht. Bij Dordrecht kwam hij tien wedstrijden in actie waarin hij eveneens niet trefzeker was.

### Amateurvoetbal
Nadat zijn aflopende contract bij Go Ahead niet verlengd werd tekende hij in mei 2016 een eenjarig contract bij De Treffers. In 2018 ging hij naar SV Spakenburg door wie hij in januari 2019 voor een halfjaar werd verhuurd aan VV DUNO. Vanaf het seizoen 2019/20 komt De Bondt uit voor HHC Hardenberg. Vanaf het seizoen 2020/21 komt De Bondt uit voor VV DOVO.

## Interlandcarrière

### Jeugdelftallen
Met het jeugdteam voor spelers onder 17 jaar nam De Bondt deel aan het EK in 2011 voor spelers onder 17 dat in Servië werd gehouden. De Bondt speelde alle wedstrijden mee op dit EK, dat door Nederland werd gewonnen. Daarnaast speelde De Bondt nog zeven wedstrijden voor het elftal onder 19 jaar waar hij ook tweemaal trefzeker voor was.
| Jeugdinterlands van Nick de Bondt | Jeugdinterlands van Nick de Bondt | Jeugdinterlands van Nick de Bondt | Jeugdinterlands van Nick de Bondt | Jeugdinterlands van Nick de Bondt | Jeugdinterlands van Nick de Bondt |
| Team (№ interlands)               | Datum                             | Wedstrijd                         | Uitslag                           | Soort Wedstrijd                   | Doelpunten                        |
| Als speler bij Vitesse/AGOVV      | Als speler bij Vitesse/AGOVV      | Als speler bij Vitesse/AGOVV      | Als speler bij Vitesse/AGOVV      | Als speler bij Vitesse/AGOVV      | Als speler bij Vitesse/AGOVV      |
| --------------------------------- | --------------------------------- | --------------------------------- | --------------------------------- | --------------------------------- | --------------------------------- |
| Onder 17 (1.)                     | 8 februari 2011                   | Griekenland - Nederland           | 0 – 1                             | Vriendschappelijk                 |                                   |
| Onder 17 (2.)                     | 2 maart 2011                      | Nederland - België                | 2 – 0                             | Vriendschappelijk                 |                                   |
| Onder 17 (3.)                     | 24 maart 2011                     | Nederland - Oostenrijk            | 2 – 1                             | EK-kwalificatie '11               |                                   |
| Onder 17 (4.)                     | 3 mei 2011                        | Duitsland - Nederland             | 0 – 2                             | EK 2011 Servië groepsfase         |                                   |
| Onder 17 (5.)                     | 6 mei 2011                        | Nederland - Roemenië              | 1 – 0                             | EK 2011 Servië groepsfase         |                                   |
| Onder 17 (6.)                     | 9 mei 2011                        | Nederland - Tsjechië              | 0 – 0                             | EK 2011 Servië groepsfase         |                                   |
| Onder 17 (7.)                     | 12 mei 2011                       | Nederland - Engeland              | 1 – 0                             | EK 2011 Servië halve finale       |                                   |
| Onder 17 (8.)                     | 15 mei 2011                       | Duitsland - Nederland             | 2 – 5                             | EK 2011 Servië finale             |                                   |
| Als speler bij AFC Ajax           |                                   |                                   |                                   |                                   |                                   |
| Onder 19 (1.)                     | 10 september 2012                 | Schotland - Nederland             | 1 – 2                             | Vriendschappelijk                 |                                   |
| Onder 19 (2.)                     | 9 oktober 2012                    | Nederland - Malta                 | 5 – 0                             | EK-kwalificatie '13               |                                   |
| Onder 19 (3.)                     | 11 oktober 2012                   | San Marino - Nederland            | 0 – 4                             | EK-kwalificatie '13               |                                   |
| Onder 19 (4.)                     | 14 oktober 2012                   | Nederland - Polen                 | 3 – 1                             | EK-kwalificatie '13               | 90', 90+1'                        |
| Onder 19 (5.)                     | 6 februari 2013                   | Nederland - Schotland             | 2 – 1                             | Vriendschappelijk                 |                                   |
| Onder 19 (6.)                     | 5 juni 2013                       | Nederland - Noorwegen             | 2 – 1                             | EK-kwalificatie '13               |                                   |
| Onder 19 (7.)                     | 10 juni 2013                      | Duitsland - Nederland             | 0 – 1                             | EK-kwalificatie '13               |                                   |

## Carrièrestatistieken

### Beloften
| Seizoen | Club      |                    | Competitie     | Competitie | Competitie |
| Seizoen | Club      | Wed.               | Competitie     | Dlp.       |            |
| ------- | --------- | ------------------ | -------------- | ---------- | ---------- |
| 2013/14 | Jong Ajax | Vlag van Nederland | Eerste divisie | 16         | 0          |
| Totaal  | Totaal    | Totaal             | Totaal         | 16         | 0          |

### Senioren
| Seizoen         | Club            |                    | Competitie      | Competitie | Competitie | Beker | Beker | Internationaal 1 | Internationaal 1 | Overig 2 | Overig 2 | Totaal | Totaal |
| Seizoen         | Club            | Wed.               | Competitie      | Dlp.       | Wed.       | Dlp.  | Wed.  | Dlp.             | Wed.             | Dlp.     | Wed.     | Dlp.   |        |
| --------------- | --------------- | ------------------ | --------------- | ---------- | ---------- | ----- | ----- | ---------------- | ---------------- | -------- | -------- | ------ | ------ |
| 2014/15         | Go Ahead Eagles | Vlag van Nederland | Eredivisie      | 3          | 0          | 1     | 0     | —                | —                | —        | —        | 4      | 0      |
| 2015/16         | Go Ahead Eagles | Vlag van Nederland | Eerste divisie  | 5          | 0          | 1     | 0     | 0                | 0                | —        | —        | 6      | 0      |
| Club totaal     | Club totaal     | Club totaal        | Club totaal     | 8          | 0          | 2     | 0     | 0                | 0                | 0        | 0        | 10     | 0      |
| 2015/16         | → FC Dordrecht  | Vlag van Nederland | Eerste divisie  | 10         | 0          | 0     | 0     | —                | —                | —        | —        | 10     | 0      |
| Club totaal     | Club totaal     | Club totaal        | Club totaal     | 10         | 0          | 0     | 0     | 0                | 0                | 0        | 0        | 10     | 0      |
| Carrière totaal | Carrière totaal | Carrière totaal    | Carrière totaal | 18         | 0          | 2     | 0     | 0                | 0                | 0        | 0        | 20     | 0      |

Bijgewerkt tot en met 26 september 2016.

## Erelijst

### MetNederlands elftal onder 17
| Europa                 |    |      |
| Europees Kampioenschap | 1x | 2011 |